# Adalaj
Adalaj é uma vila no distrito de Gandhinagar, no estado indiano de Guzerate.

## Geografia
Adalaj está localizada a 23° 10′ N, 72° 35′ L. Tem uma altitude média de 68 metros (223 pés).

## Demografia
Segundo o censo de 2001, Adalaj tinha uma população de 9774 habitantes. Os indivíduos do sexo masculino constituem 51% da população e os do sexo feminino 49%. Adalaj tem uma taxa de alfabetização de 61%, superior à média nacional de 59.5%; com 59% para o sexo masculino e 41% para o sexo feminino. 15% da população está abaixo dos 6 anos de idade.